# 중국멧박쥐
중국멧박쥐(Nyctalus plancyi)는 애기박쥐과 멧박쥐속에 속하는 박쥐로 흔하게 널리 분포한다.

## 분포 및 서식지
중국멧박쥐는 중국의 토착종이며, 홍콩과 대만과 같은 대부분의 지역에서 발견된다. 보통 숲 서식지에서 서식하지만 농촌 지역에서도 흔하게 발견된다. 건물 아래와 나무 구멍 속, 폐허, 동굴 그리고 바위 틈에서 흔히 발견된다.

## 특징
중국멧박쥐는 횡금빛 갈색 털로 구별할 수 있다. 앞발 길이는 평균 48.7mm과 52.5mm 사이이며, 몸무게는 약 21~26g이다.

## 아종
- N. p. plancyi[1]
- N. p. velutinus[1]